# 沈繼志
沈繼志（？—？），字體道，號虚舟，浙江嘉興府桐鄉縣人，民籍，明朝政治人物。

## 生平
嘉靖三十一年（1552年）壬子科浙江鄉試第六十三名舉人。嘉靖三十二年（1553年）聯捷癸丑科二甲第五十三名進士。兵部观政，授工部主事，卒。

## 家族
曾祖沈文；祖父沈珪；父沈祐，縣主簿。嫡母顧氏；生母李氏。兄继儒、继經、继学，俱生员；继科（听选官）、弟继可。